# Josep Mascarell i Gosp
Josep Mascarell i Gosp (Alcalà de Xivert, Baix Maestrat, 1910 - València, 1977) va ser un escriptor valencià.
Format en el moviment valencianista, publicà poesia (Verd i blau, 1949; Baladre, 1959), narracions (Joaquim i els seus amics, 1953; De la Vall al Cim: contes i llegendes, 1957) i el recull Amics de muntanya (1961). El 1991 se'n publicà la narració Romeu, un camarada, que el 1950 va ser prohibida per la censura tot i haver guanyat un dels premis dels Jocs Florals de Lo Rat Penat el 1949. També destacà pel seu compromís amb la cultura del País Valencià. Precisament, l'any 2009 la Fundació Casal Jaume I Valldigna-Safor li va retre un homenatge per haver destacat en la seua tasca personal i professional en favor del País Valencià.